# Yigal Allon
Yigal Allon (in ebraico יגאל אלון‎?; Kfar Tavor, 10 ottobre 1918 – Afula, 29 febbraio 1980) è stato un politico e generale israeliano, già comandante del Palmach e generale delle forze di difesa israeliane (IDF).
Servì in qualità di leader dell'Ahdut HaAvoda (partito sionista-socialista) e del Partito Laburista Israeliano, diventando poi primo ministro ad interim di Israele, membro della Knesset e ministro tra la X e la XVII legislatura.

## Gioventù e carriera militare
Allon nacque a Kfar Tavor, durante il mandato britannico della Palestina. Nel 1937 si diplomò della Scuola Superiore Agricola Kadoorie, ed entrò nel kibbutz Ginosar. Le sue attività militari presero avvio allorché egli servì come comandante di un'unità da campo dell'Haganah, e poi come comandante di un reggimento durante la Grande rivolta araba tra il 1936 e il 1939. Nel 1941 divenne uno dei membri fondatori del Palmach. Quello stesso anno prese parte all'invasione britannica del Libano e della Siria. Nel 1943 divenne vice-comandante dell'organizzazione e servì in quel posto fino al 1945, quando diventò comandante in capo. Durante la guerra arabo-israeliana del 1948 condusse alcune fra le più importanti operazioni belliche, su tutti e tre i fronti, inclusa l'operazione Danny, l'operazione Yoav e l'operazione Horev. Il suo ultimo incarico militare fu quello di comandare il fronte meridionale (con l'Egitto). Nel 1950 si ritirò dal servizio attivo..
Comandò colà l'operazione Yoav, l'operazione Lot, l'operazione Assaph, l'operazione Horev e l'operazione Ouvda, che garantirono agli israeliani il controllo dell'intero deserto del Negev per l'assegnazione del quale l'ONU non era riuscita ad esprimersi. La disfatta dell'esercito egiziano e la conquista di Be'er Sheva e di Eilat fecero di Yigal Allon uno degli uomini che hanno maggiormente contribuito a tracciare le linee armistiziali e le frontiere tutt'altro che rigide d'Israele.

## Carriera politica

### Knesset
Al termine della sua carriera militare, Allon si dedicò alla carriera politica. Divenne un importante leader dell'Ahdut HaAvoda e fu il primo eletto nella Knesset nel 1955, in cui operò fino alla sua morte. Fu membro del Comitato per gli Affari Economici, per la Costituzione, del Comitato per la Legge e la Giustizia, del Comitato per l'Istruzione e la Cultura, del Comitato Congiunto per le istanze sportive in Israele e del Comitato per gli Affari Esteri e la Difesa.

### Incarichi governativi
Servì come ministro del lavoro nel periodo 1961-67. In questo ruolo operò per promuovere l'occupazione tra i lavoratori, estendere la rete autostradale e s'impegnò perché fosse approvata un'opportuna legislazione sui rapporti col mondo del lavoro. Nel 1967-69 operò come vice-primo ministro e ministro per l'inserimento degli immigranti. Nel 1967 fece parte di un gruppo che pianificò la guerra dei sei giorni.
Allon servì brevemente come primo ministro ad interim, a seguito dell'improvvisa morte di Levi Eshkol il 26 febbraio 1969. Mantenne l'ufficio fino al 17 marzo 1969, quando Golda Meir ricoprì la carica dei primo ministro.
Divenne vice-primo ministro e ministro dell'istruzione e della cultura nel governo della Meir, e lavorò in quell'ufficio fino al 1974. Nel 1974 fece parte di una delegazione per l'accordo sulla Separazione delle Forze. Diventò ministro degli affari esteri nel 1974 e conservò la carica fino al 1977.
Nel momento della sua improvvisa morte nel 1980 per infarto miocardico acuto, era candidato per assumere la guida di HaMa'arakh, in competizione col capo del partito, Shimon Peres.
Allon fu l'ideatore del Piano Allon, una proposta mirante a metter fine all'occupazione militare israeliana della Cisgiordania, da raggiungere con un negoziato fra le parti interessate ad impadronirsi dei residui territori palestinesi (circa il 30% a Israele e il 70% alla Giordania). Un'importante strada di comunicazione nella Cisgiordania, che conduce nella parte nord-est di Gerusalemme porta il suo nome.